# Antonet
Umberto Guillaume, dit Antonet, né le 11 septembre 1872 à Brescia (Lombardie) en 1872 et mort le 20 octobre 1935 dans le 18e arrondissement de Paris, est un clown d'origine italienne, naturalisé français.

## Biographie
Fils de Natale Guillaume et de Fillippina Amato, son épouse, Luigi Umberto Guillaume naît à Brescia en 1872.
Antonet commence sa carrière de clown comme auguste de son frère Cesare Guillaume, dit Bébé. On les trouve notamment engagés au Cirque d'été en 1892. Après s'être séparé de son frère, il est auguste de soirée dans divers cirques, puis s'associe à l'auguste Little Walter, passant du personnage de l'auguste à celui du clown.
Au bout d'une dizaine d'années, l'association entre Antonet et Little Walter prend fin, et Antonet forme un nouveau duo avec Grock. La personnalité de ce dernier s'affirmant, il décide de poursuivre seul son numéro. Antonet s'associe alors avec l'auguste Aristodemo Frediani, dit Béby.
C'est cette association qui conduit les deux artistes à leur plus grande célébrité, limitant leur répertoire à une dizaine d'entrées qu'ils retravaillèrent constamment. Durant la quinzaine d'années que dure leur duo, celui-ci est dirigé d'une main de fer par Antonet, d'un caractère très autoritaire dans la piste comme en dehors. C'est ce caractère qui conduit à la séparation du duo au début des années 1930. Antonet travaille ensuite avec Filip Cairoli, dont il se sépare également après un an d'association.
Antonet était généralement vêtu, en piste, avec une grande recherche. Il s'inspira très régulièrement de la mode pour imaginer des costumes qu'il orna tour à tour de broderies appliquées, de franges de singe, de cygne ou de marabout.
Il meurt en 1935, en son domicile parisien du 4, rue La Vieuville. Sa dépouille est transportée à Barceloneoù il est inhumé au cimetière du Poblenou.